# غوستافو غارسيا
غوستافو غارسيا (بالإنجليزية: Gustavo García-Siller)‏ (و. 1950 – م) هو كاهن كاثوليكي، من الولايات المتحدة الأمريكية.

## مناصب
تولى منصب رئيس أساقفة.